# Grevillea barklyana
Espèce
Classification phylogénétique
Grevillea barklyana est une espèce d'arbuste endémique d'une zone proche de Labertouche, au Victoria en Australie. Il peut mesurer jusqu'à 8 mètres de hauteur et fleurit entre octobre et décembre (milieu du printemps au début de l'été) dans son aire naturelle. Les périanthes sont rose blanchâtre à fauve pâle et les styles rose pâle à  cramoisi.
L'espèce a été décrite pour la première fois par le botaniste Ferdinand von Mueller et sa description publiée dans Flora Australiensis en 1870. L'épithète spécifique rend hommage à Sir Henry Barkly qui fut gouverneur du Victoria entre 1856 et 1873.
L'espèce est classée comme « menacée » au Victoria, en vertu de la Flora and Fauna Guarantee Act 1988.